# Казамарчано (Напуљ)
Казамарчано (итал. Casamarciano) је насеље у Италији у округу Напуљ, региону Кампанија.
Према процени из 2011. у насељу је живело 2998 становника. Насеље се налази на надморској висини од 73 м.

## Становништво
| 1931. | 1936. | 1951. | 1961. | 1971. | 1981. | 1991. | 2001. | 2011. |
| ----- | ----- | ----- | ----- | ----- | ----- | ----- | ----- | ----- |
| 1.774 | 1.826 | 1.981 | 2.098 | 2.216 | 1.961 | 3.589 | 3.283 | 3.272 |